# Спаські Мурзи
Спа́ські Мурзи́ (рос. Спасские Мурзы, ерз. Спасские Мурзы) — присілок у складі Ардатовського району Мордовії, Росія. Входить до складу Луньгінсько-Майданського сільського поселення.

## Населення
Населення — 140 осіб (2010; 191 у 2002).
Національний склад (станом на 2002 рік):
- росіяни — 83 %